# Kid Icarus
Kid Icarus (namnet lånat från den grekiska myten om Ikaros) är ett TV-spel till NES som släpptes 1986. Spelet skapades av Gunpei Yokoi på Nintendo. 
Huvudpersonen, Pit är en liten pojke med vingar som har till uppgift att rädda gudinnan Palutena och befria änglalandet från Medusa. Spelet baserades på samma grafikmotor som användes i Metroid och innehöll både vertikalt och horisontellt scrollande sekvenser. Musiken är komponerad av Hirokazu Tanaka.

## Uppföljare
Spelet fick en uppföljare till Game Boy med titeln Kid Icarus: Of Myths and Monsters. Trots ihärdiga rykten kom det dock aldrig någon uppföljare till Super NES. 2004 släpptes originalspelet till Game Boy Advance i Japan som en del i Classic NES Series. Under 2010 års E3 utannonserade Nintendo en uppföljare till Nintendo 3DS, vid namn Kid Icarus: Uprising.
Pit har även setts i små inhopp i andra spel:
- Tetris (NES) – 1989
- F-1 Race (Game Boy) – 1990
- Kirby Super Star (SNES) – 1996
- Super Smash Bros. Melee (GameCube) – 2002 (där är Pit med som en trofé)
- Super Smash Bros. Brawl (Wii) – 2008 (som spelbar karaktär)
- Super Smash Bros. for Nintendo 3DS och Wii U – 2014 (som spelbar karaktär)